# Нито, Мари Этьен
Мари Этьен Нито (фр. Marie-Étienne Nitot; 2 апреля 1750, Париж — 9 сентября 1809, Париж) — французский ювелир, придворный ювелир императора Наполеона, основатель ювелирного дома «Nitot et Fils», сегодня известного как ювелирный дом «Chaumet».

## Биография
Семья Нито происходила из Шато-Тьерри, но сам он родился в Париже. Ювелирному искусству Нито учился у Обера, придворного ювелира королевы Марии-Антуанетты. После окончания обучения открыл свою мастерскую.
Пережив неспокойные события Французской революции, Нито в 1802 году обратил на себя внимание Наполеона, тогда ещё первого консула. В дальнейшем он стал придворным ювелиром. Его старший сын, Франсуа Нито (1779—1853), принимал активное участие в работе отцовской фирмы.
Ювелирный дом Нито выполнил многочисленные заказы для Наполеона и его ближайшего окружения. Среди этих заказов выделялось, в частности, так называемое бриллиантовое колье Наполеона, которое он заказал, чтобы сделать подарок своей второй жене, Марии-Луизе Австрийской, и которое ныне демонстрируется в экспозиции музея Смитсоновского института в Вашингтоне.
Нито также создал коронационную шпагу Наполеона, рукоять которой украсил алмазом Регента — одним из самых крупных и известных исторических бриллиантов (ныне камень хранится в Лувре).
Мари Этьен Нито скончался в 1809 году, после чего его дело продолжил сын, Франсуа. Дискредитированный своим чрезмерным сотрудничеством с Наполеоном, в 1815 году, после Второй реставрации Бурбонов, Нито-младший вынужден был продать семейный бизнес Жану-Батисту Фоссену, ранее бывшему ведущим мастером-ювелиром в его компании. Сменив ещё двух или трёх владельцев, ювелирный дом перешёл в 1885 году в руки семьи Шоме (Chaumet), чьё имя носит по настоящее время.

## Галерея

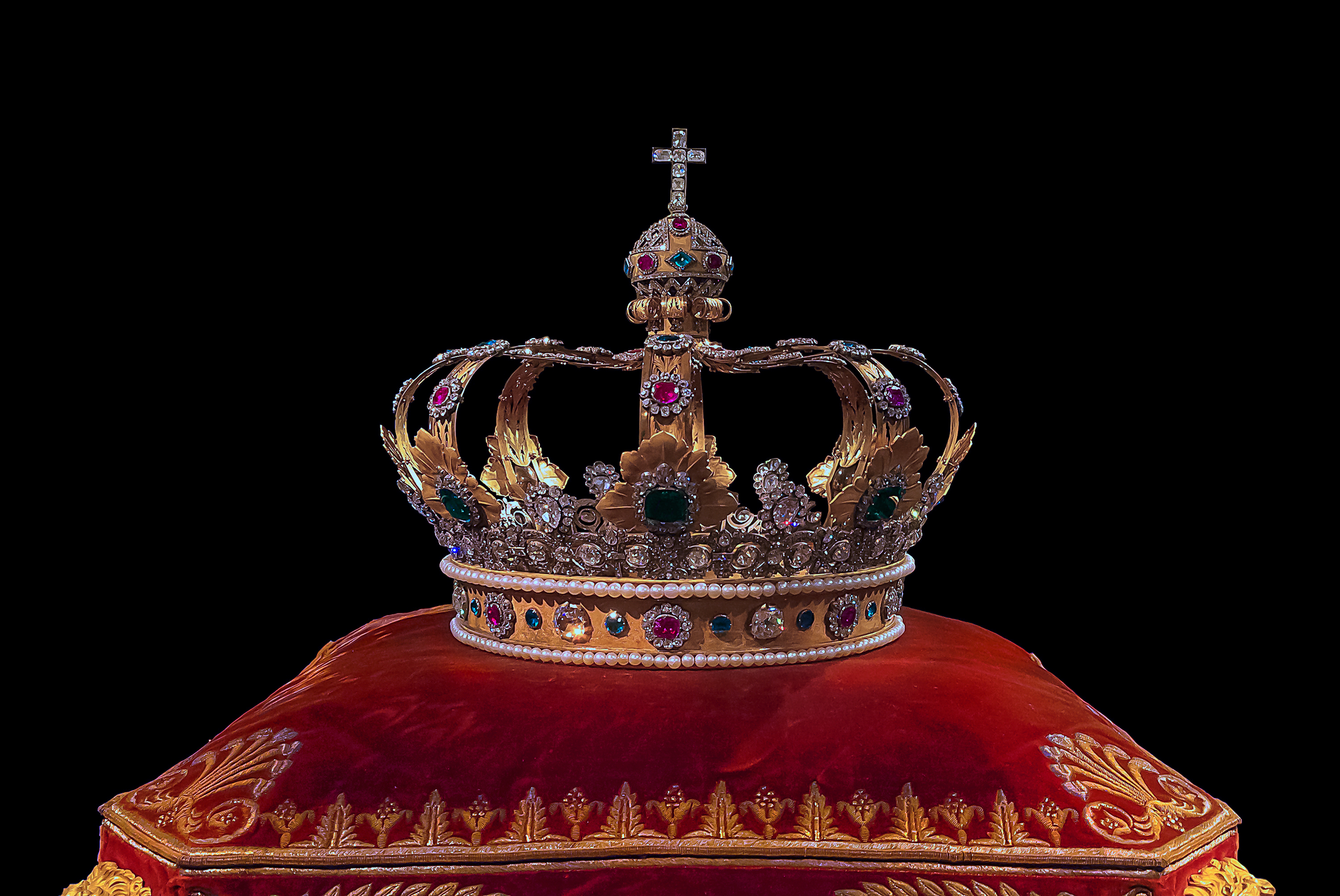
Корона королей Баварии.
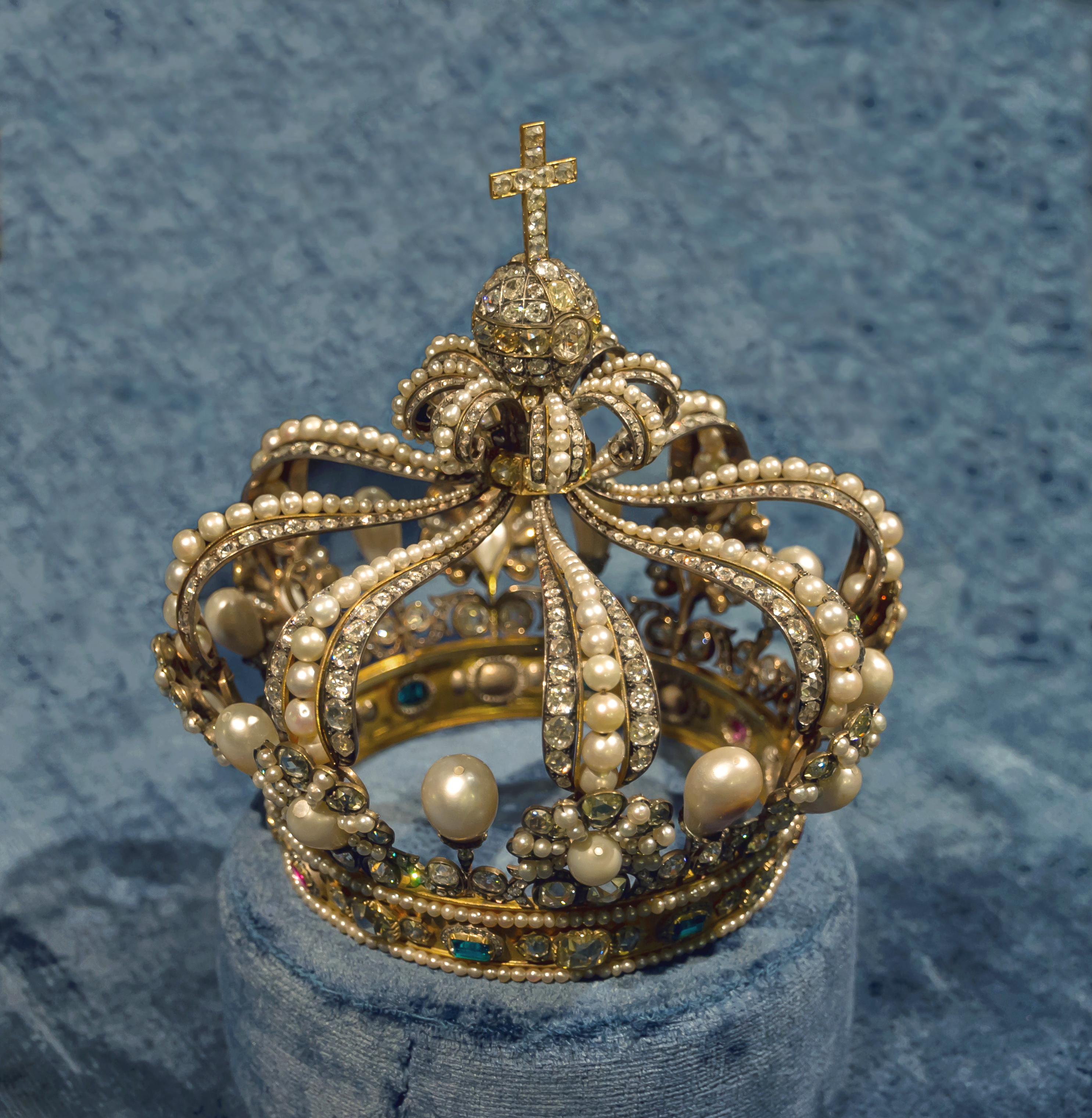
Корона королев Баварии
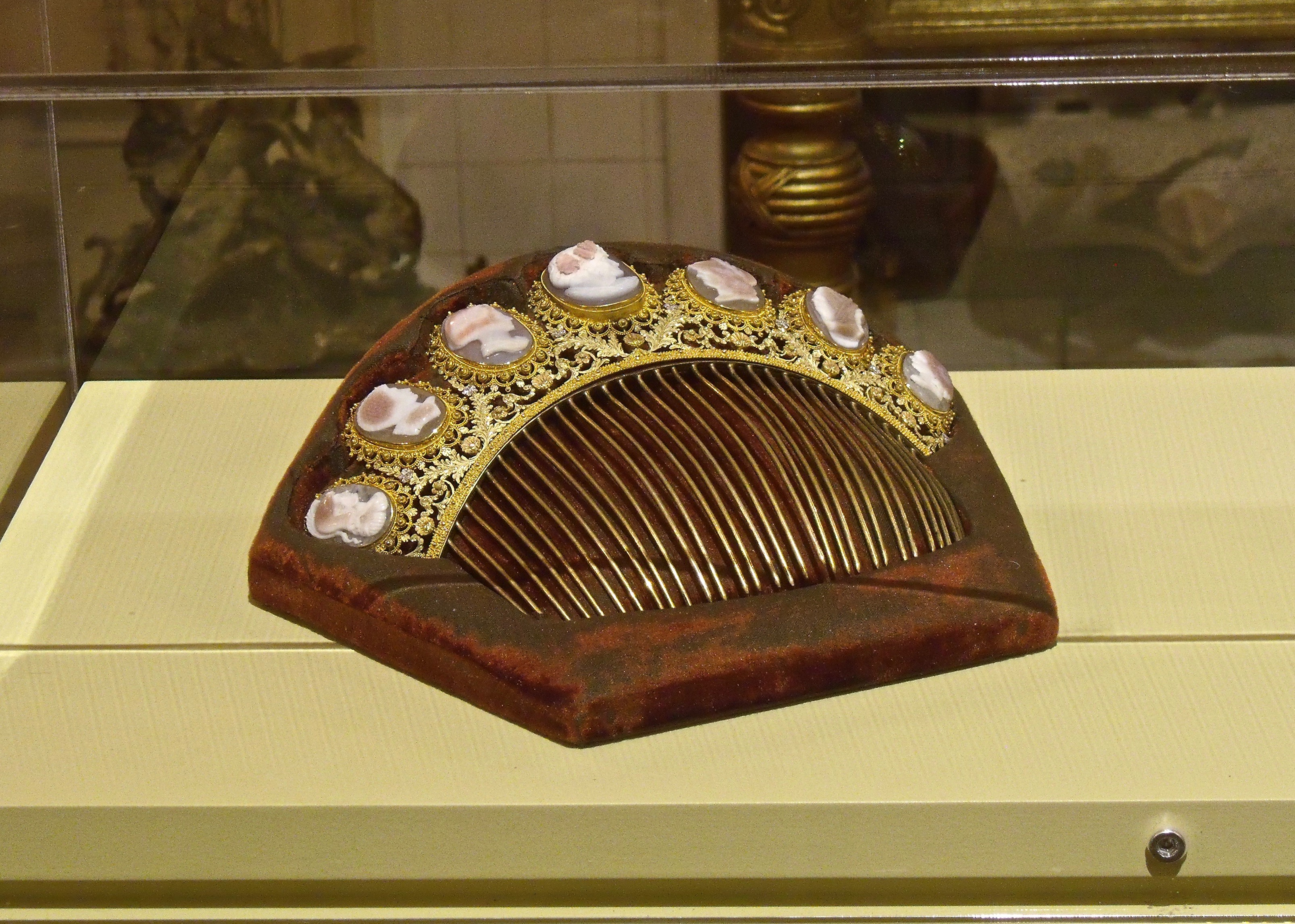
Тиара Полины Боргезе.
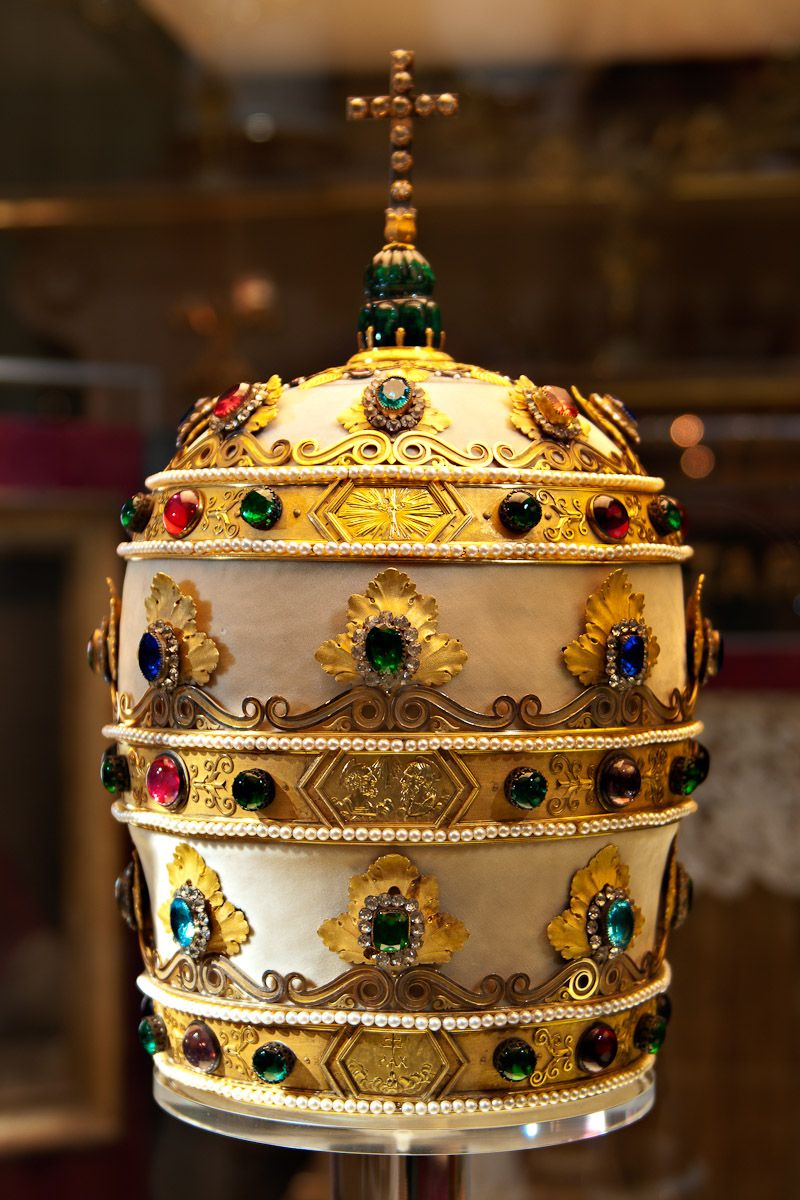
Тиара папы Пия VII.